# Frigate Ecojet
El Frigate Ecojet (en ruso: Фрегат Экоджет, transliterado como Fregat Ecodget) es un programa para el desarrollo de un nuevo avión civil de fuselaje ancho y alcance medio que utiliza nuevas configuraciones aerodinámicas y de diseño. El proyecto comenzó en 1991 como el bimotor Tu-304 bajo el liderazgo de Valentin Klimov (entonces diseñador jefe de la oficina de diseño de Túpolev), siendo proyectado inicialmente para transportar hasta 500 pasajeros. Desde 2004, el proyecto lo lleva a cabo una nueva oficina de diseño, dirigida por Valentin Klimov e instituida como una empresa filial de Túpolev, dirigida por el hijo de Valentin Klimov, Alexandr Klimov. Desde 2017, el diseño de cuatro reactores se denomina Frigate Freejet.

## Diseño y desarrollo

### Características técnicas iniciales

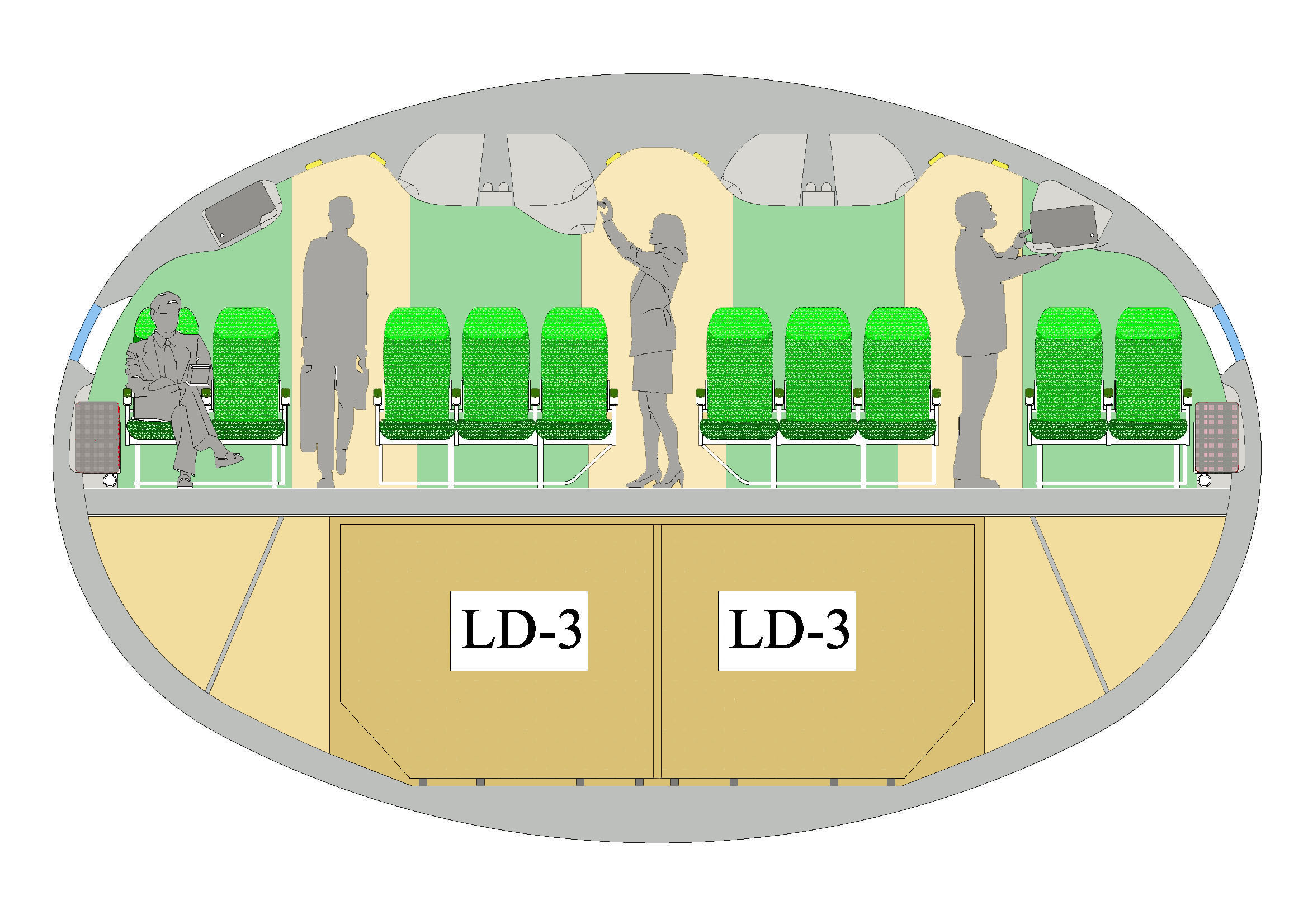
Corte transversal del fuselaje del "Frigate Ecojet".

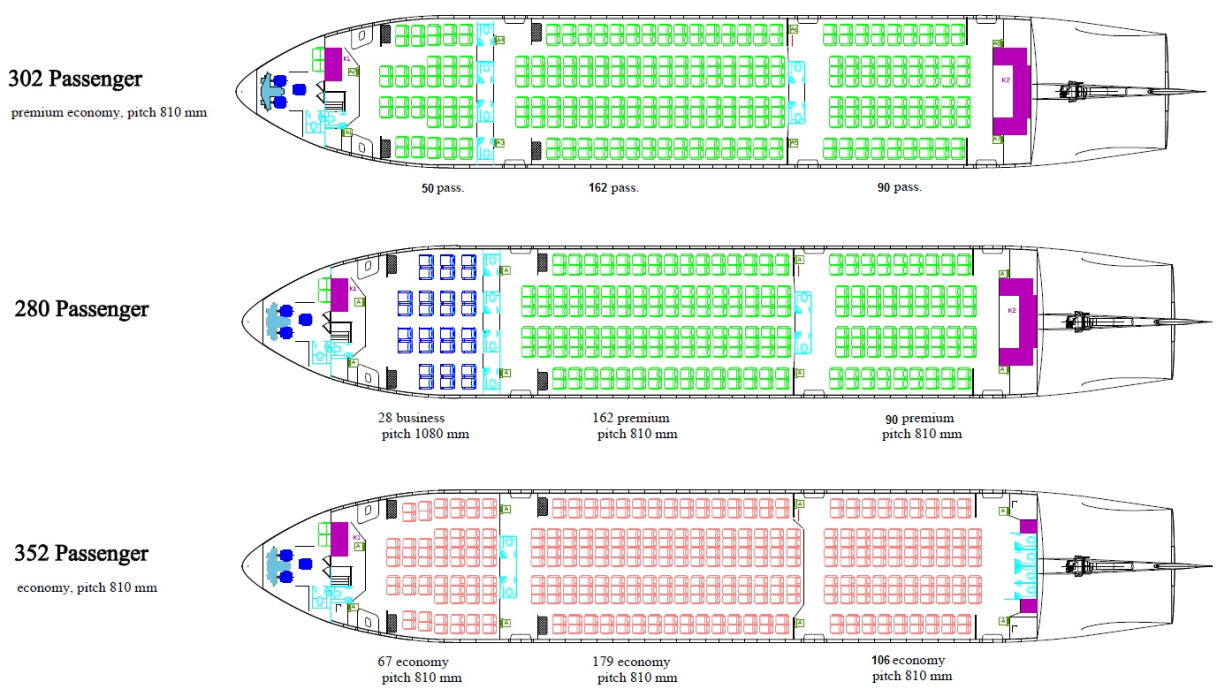
Vista de la cabina del "Frigate Ecojet".

El objetivo principal del programa Frigate Ecojet era el desarrollo de una gama de nuevos aviones de fuselaje ancho y de alcance medio, que se preveía que estuvieran operativos en 2018.
El nuevo avión de fuselaje ancho utiliza una configuración de fuselaje ovalado. La forma elegida garantiza unas dimensiones mínimas para un avión con capacidad para 300-350 pasajeros en tres cabinas, tres pasillos principales de no menos de 500 mm de ancho y espacios entre asientos no menores a 810 mm. En una configuración exclusivamente económica, el número de asientos se puede aumentar hasta 400. El avión puede acomodar a 302 pasajeros en una configuración básica de tres clases (Clase Ejecutiva, Clase Económica Premium y Económica).
En 2015, la empresa y los ingenieros del proyecto se trasladaron de Moscú a un país europeo no perteneciente a la UE no revelado, para buscar la certificación de vuelo de la EASA en lugar de la de Rusia, ya que esto ofrecía ahorros debido a que el país anfitrión determinaba la autoridad de certificación. Los estándares rusos son más bajos y aún no están armonizados con la EASA/FAA y si tuviera su base en Rusia tendría que repetir al menos el 30 % de los vuelos de calificación para la EASA para recibir una certificación de vuelo europea, además de cumplir estándares de diseño más estrictos. Si la empresa tuviera su sede en un país de la EASA, podría recibir la doble certificación EASA y FAA a partir de un único programa de pruebas. Sergey Grachev, director de marketing y ventas del Frigate Ecojet, afirmó: "Es imposible desarrollar y crear este tipo de avión aquí". La compañía aún tenía previsto realizar su primer vuelo en 2018 o 2019 y entrar en servicio en 2021. Al mudarse a Europa, la compañía también buscaría armonizar el diseño de la cabina con un competidor para reducir los costes de entrenamiento de los pilotos.
En enero de 2016, la compañía anunció que había completado pruebas en túnel de viento en Alemania en asociación con ThyssenKrupp, y que los primeros 15 aviones (extraoficialmente los primeros 45) se fabricarían y certificarían en la UE en un lugar que se anunciará en febrero de 2016; se cree que en la lista corta se encuentran Alemania, República Checa y Eslovaquia. Las especificaciones de rendimiento también se congelaron en 352 a 400 pasajeros en asientos de clase económica, MTOW de 123 t, una autonomía de 2340 km con una carga útil de 33,4 t y 4500 km con 24,7 t, una longitud mínima de pista de 2375 m y una velocidad de Mach 0,8. Sin embargo, no hubo ningún anuncio sobre el lugar de producción.

### Del Ecojet al Freejet
En agosto de 2017, el bimotor, inicialmente propulsado por PD-18R o PS-90A20 de 177-226 kN (40 000-51 000 lbf) pero careciendo de motores modernos, se modificó a un diseño Freejet de cuatro reactores, propulsado por modernos motores de 12-14 tf (26 000-31 000 lbf) introducidos para el mercado de pasillo único: el Aviadvigatel PD-14 del Irkut MC-21, el Pratt & Whitney PW1000G o el CFM International LEAP que propulsan al A320neo y al B737 MAX, perdiendo un poco en aerodinámica y peso y elevando el peso máximo de despegue de 130 a 140 t, para un alcance de 3500 km para 300 pasajeros en una cabina de triple pasillo con 10 asientos por fila en clase económica; aumentando a 4680 km con 244 pasajeros; con una envergadura de 48,53 m y una longitud de más de 49,65 m con ocho salidas de emergencia.
La empresa afirmó no estar satisfecha con la antigüedad de los motores actuales en el mercado en la clase de potencia deseada, sin modelos nuevos o actualizados en desarrollo y careciendo de fondos y tiempo (alrededor de 3 a 5 años de desarrollo) para patrocinar su propio desarrollo.

## Galería

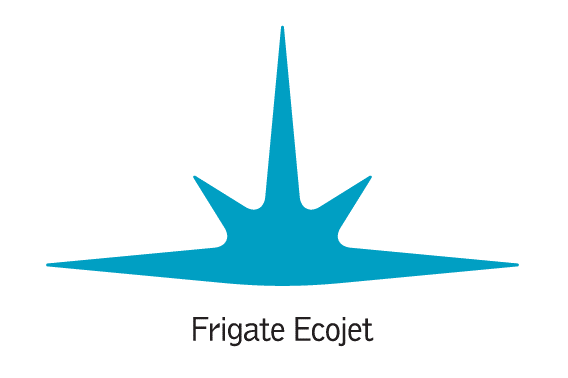
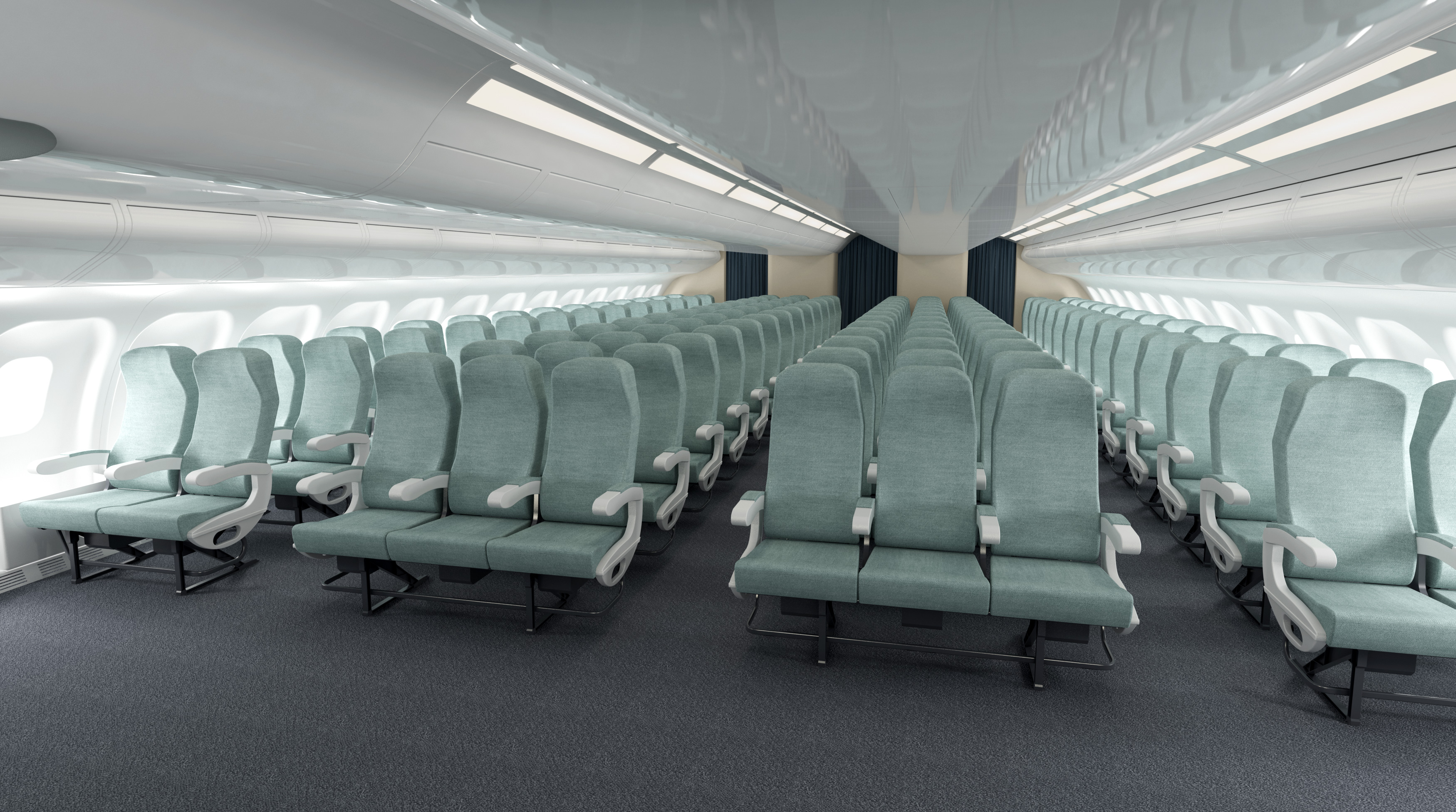

## Aeronaves relacionadas

### Desarrollos relacionados
- Aurora D8

### Aeronaves similares
- Comac C919
- Boeing 737 MAX
- Boeing 787
- Irkut MC-21
- Airbus A330
- Airbus A320neo

### Secuencias de designación
- Secuencia Tu-_ (interna de Túpolev): ← Tu-243 - Tu-244 - Tu-300 - Tu-304 - Tu-324 - Tu-330 - Tu-334 →